# Destrucción de hábitat

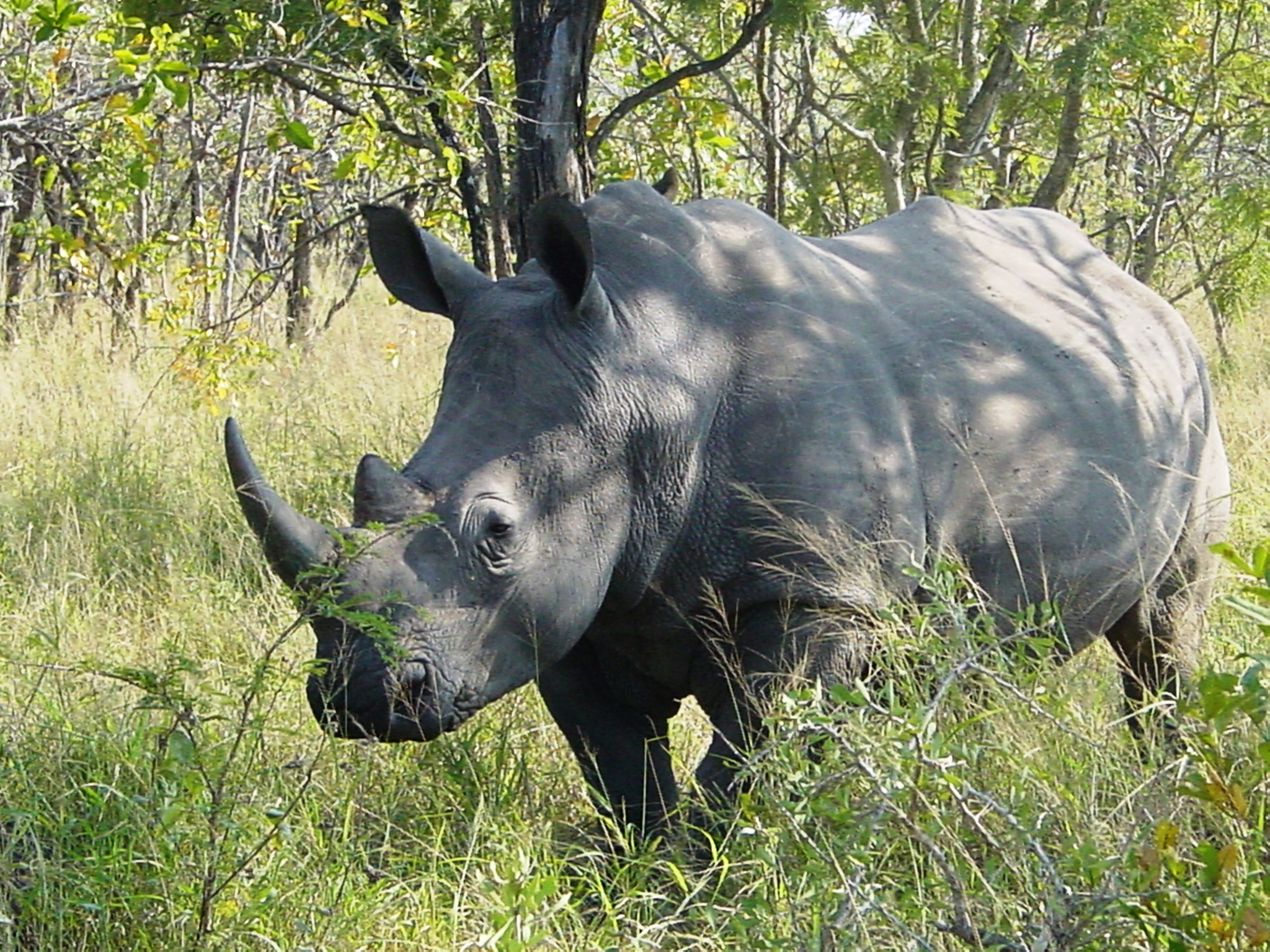
Rinoceronte blanco, especie amenazada por la caza y la destrucción de hábitat en África.

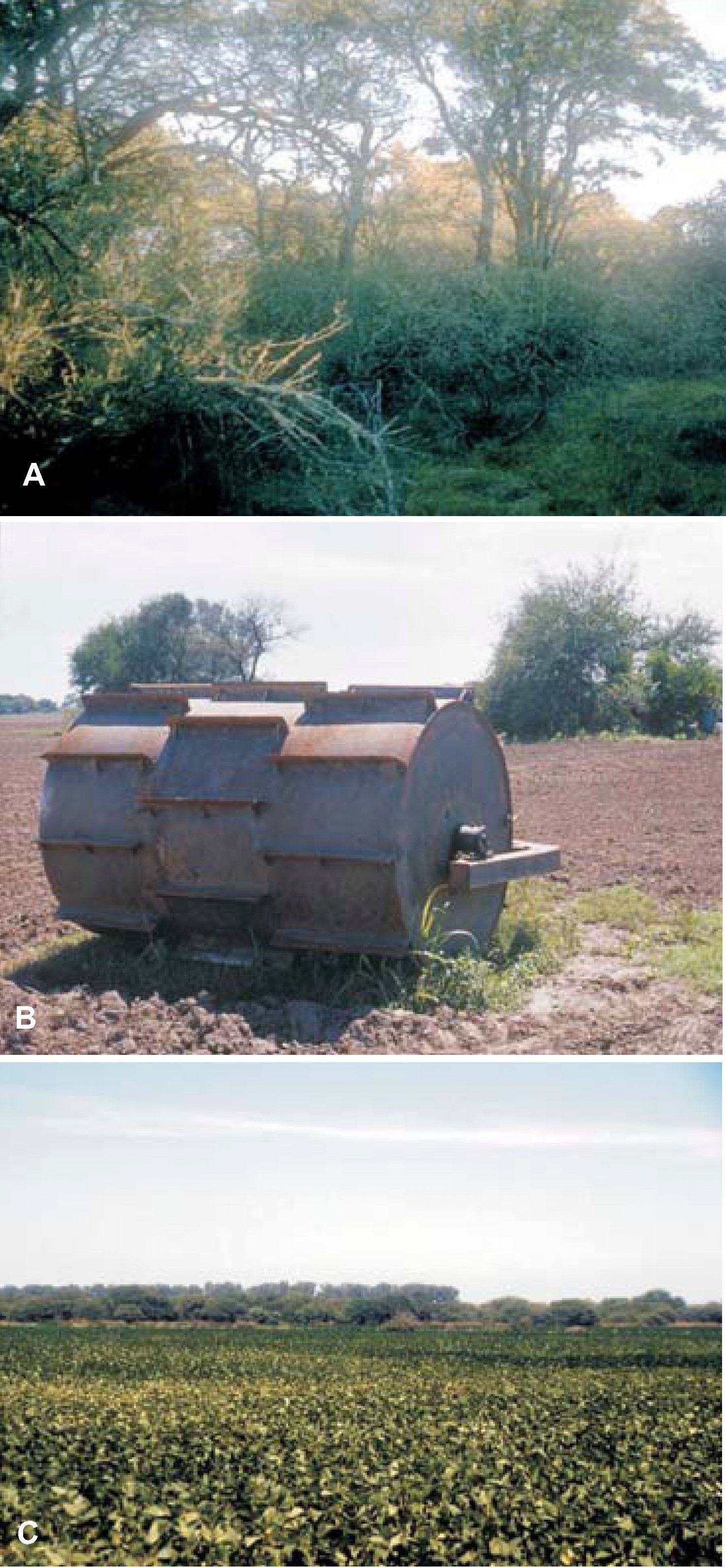
En la Argentina y Bolivia, el bosque seco del Chaco está siendo talado a gran velocidad para el cultivo de soja.

La destrucción del hábitat es el proceso por el cual un hábitat natural es transformado en un hábitat incapaz de mantener a las especies originarias del mismo. Las plantas y animales que lo utilizaban son destruidas o forzadas a emigrar, como consecuencia hay una reducción en la biodiversidad.
La agricultura industrial es la causa principal de la destrucción de hábitats. Otras causas importantes son la minería, la tala de árboles, la sobrepesca y la proliferación urbana. La destrucción de hábitats es actualmente la causa más importante de la extinción de especies en el mundo. Es un proceso con poderosos efectos en la evolución y conservación biológica. Las causas adicionales incluyen la fragmentación de hábitats, procesos geológicos, cambios climáticos, especies invasoras, alteraciones de los nutrientes y las actividades humanas. 
Los términos pérdida de hábitat y reducción de hábitat se usan en un sentido más amplio incluyendo la pérdida de hábitat por otros factores tales como contaminación del agua y contaminación acústica.

## Efectos
En sus términos más simples cuando se destruye un hábitat, las plantas, animales y otros organismos que lo ocupaban ven limitada su capacidad de carga, lo que lleva a un declive de poblaciones y hasta a la extinción. El mayor riesgo que enfrentan las especies de todo el mundo es la pérdida de hábitat. Temple (1986) encontró que el 82 % de las especies de aves en peligro están seriamente amenazadas por la pérdida de hábitats. La destrucción de hábitats a veces disimulada con el nombre de cambio en el uso de la tierra es la causa principal de pérdida de biodiversidad.

## Geografía

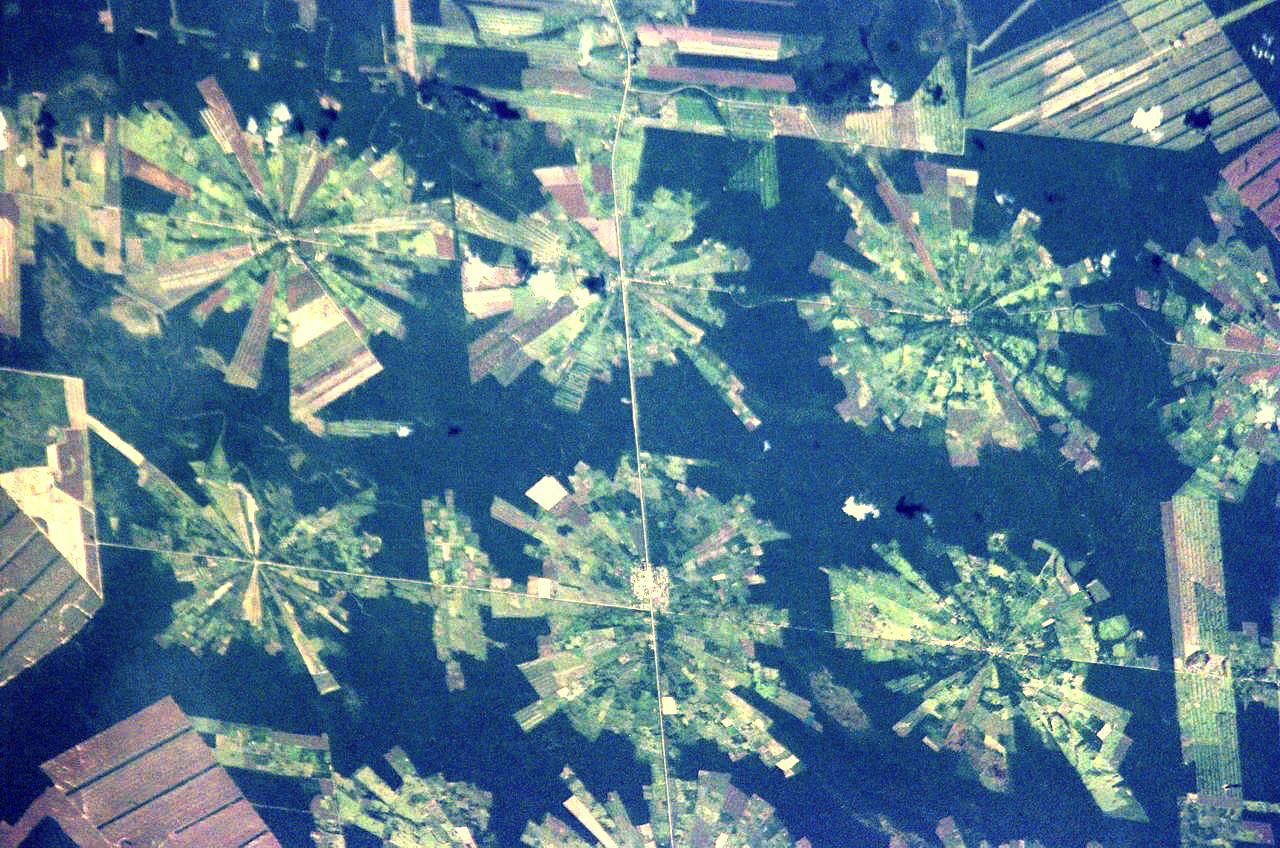
Fotografía satelital de deforestación en Bolivia. Bosque seco tropical talado para plantación de soja.

Los "puntos calientes" (hotspots) de biodiversidad son fundamentalmente regiones tropicales  que presentan grandes concentraciones de especies endémicas. Es posible que todos los hotspots combinados contengan más de la mitad de las especies mundiales de animales terrestres. Estos hotspots están experimentando enormes pérdidas de hábitat; ya que cada uno de ellos ha perdido por lo menos 70 % de su vegetación primaria.
La mayoría de los hábitats naturales de islas y lugares con alta densidad de población humana ya están destruidos (WRI, 2003). Las islas que han sufrido grados extremos de destrucción de su hábitat incluyen a Nueva Zelanda, Madagascar, Filipinas y Japón. El sur y este de Asia, especialmente China, India, Malasia, Indonesia y Japón, y muchas áreas en África occidental presentan poblaciones humanas muy densas que dejan poco lugar para los hábitats naturales. Las zonas marinas cerca de las ciudades costeras con población alta también presentan degradación de sus arrecifes de coral y de otros hábitats marinos. Estas áreas incluyen las costas orientales de Asia y África, las costas norte de Sudamérica y el Mar Caribe con sus islas.
Las regiones de agricultura no sostenible o con gobiernos inestables —ambos están generalmente relacionados— usualmente presentan los grados más avanzados de destrucción de hábitat. Las principales regiones con agricultura no sostenible y con gobiernos que practican mal manejo ambiental están en América Central, África subsahariana y en la selva tropical lluviosa del Amazonas.
Las áreas de intensa explotación agrícola suelen tener el mayor grado de destrucción de hábitat. En Estados Unidos queda menos del 25 % de la vegetación nativa en algunas partes del este y de la región central.
En Europa solamente el 15 % de la superficie aún no ha sido modificada por las actividades humanas.

## Ecosistemas

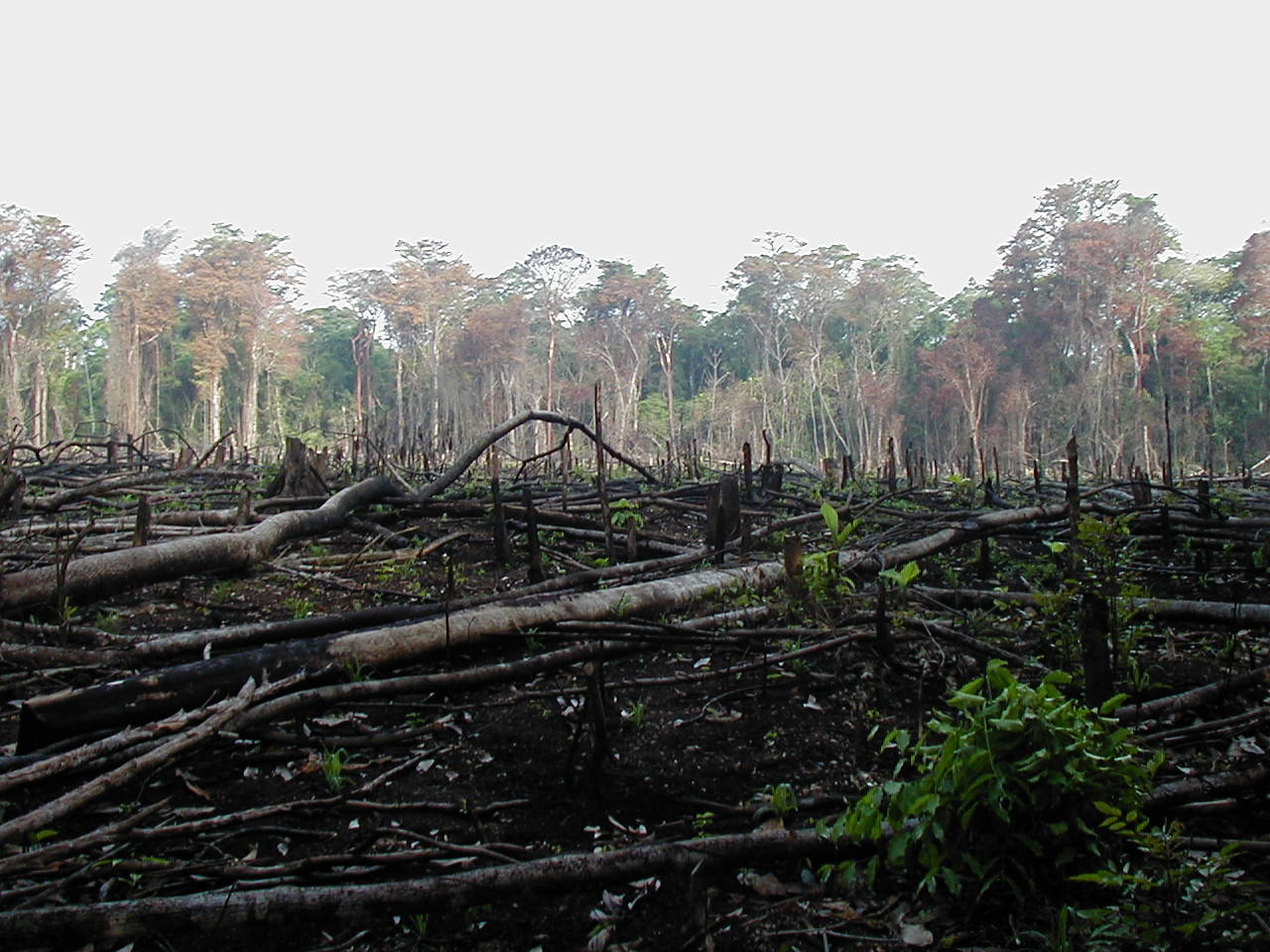
Quema de bosques para uso agrario en el sur de México.

Las selvas lluviosas tropicales han recibido mucha atención respecto a la destrucción de hábitats. De los 16 millones de kilómetros cuadrados aproximadamente de selva lluviosa tropical que existían originariamente en el mundo quedan menos de 9 millones. El ritmo actual de deforestación es de 160 000 kilómetros cuadrados de tala anual lo que representa una pérdida de alrededor del 1 % de selva original por año.
Otros ecosistemas han sufrido tanto como las selvas lluviosas tropicales o aún más. La agricultura y el talado de árboles han alterado al menos 94 % de los bosques de hoja caduca de clima templado; muchos bosques primarios han perdido más del 98 % de su área previa a causa de actividades humanas. Cuando se trata de bosques templados o tropicales caducos lo más fácil es quemar y talar cuando se quiere hacer lugar a la agricultura o ganadería. Por eso quedan menos de 0,1 % de bosques secos en la costa del Pacífico de América Central y menos del 8% de los bosques caducifolios secos de Madagascar.

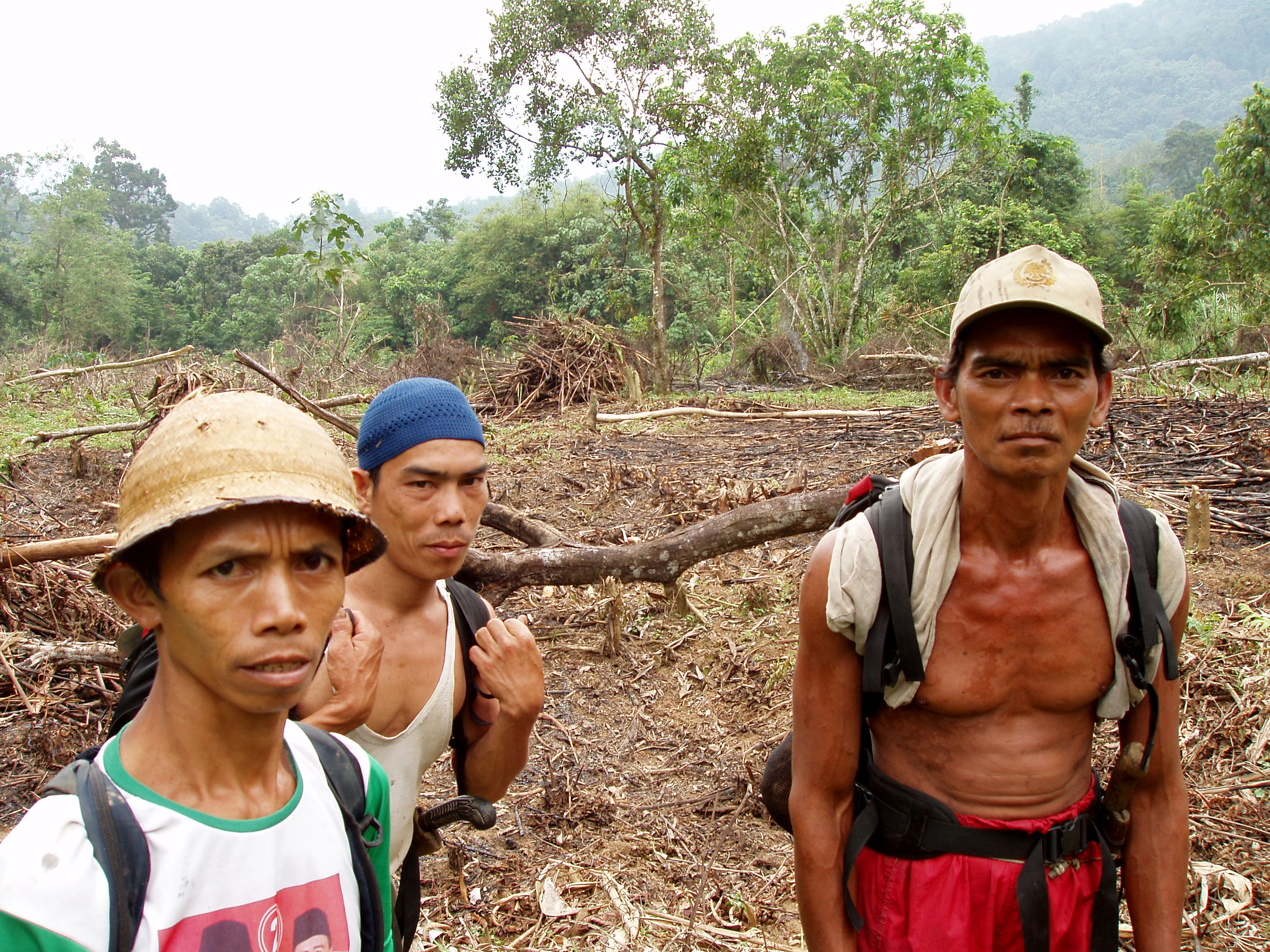
Campesinos cerca de una zona recién desmontada dentro del Taman Nasional Kerinci Seblat (parque nacional Kerinci Seblat), Sumatra.

Las llanuras y zonas desérticas han sido menos degradadas. Solo 10-20 % de las zonas secas, incluyendo praderas, sabanas, estepas y bosques secos deciduos han sufrido alguna destrucción. Pero incluidos en ese 10-20 % están aproximadamente 9 millones de kilómetros cuadrados de lugares con temporada seca que los humanos han convertido en desiertos por medio del proceso llamado desertificación. Por otra parte las praderas del oeste de Norteamérica han perdido el 97 % de su hábitat natural al ser convertidas en terrenos de uso agrario.
Los humedales y áreas marinas han sufrido altos grados de pérdida de hábitat. Más del 50 % de los humedales de Estados Unidos han sido destruidos en los últimos 200 años (siglos XIX y XX). Entre 60 % y 70 % de los humedales europeos han sido totalmente destruidos. Aproximadamente una quinta parte (20 %) de las regiones marinas costeras han sido profundamente modificadas por el hombre. Un quinto de los arrecifes de coral han sido destruidos y otro quinto está seriamente degradado por sobrepesca contaminación y por especies invasoras. 90 % de los arrecifes de coral de las Filipinas han sido destruidos. Finalmente, más de 35 % de los manglares del mundo han sido destruidos.

## Actividad humana

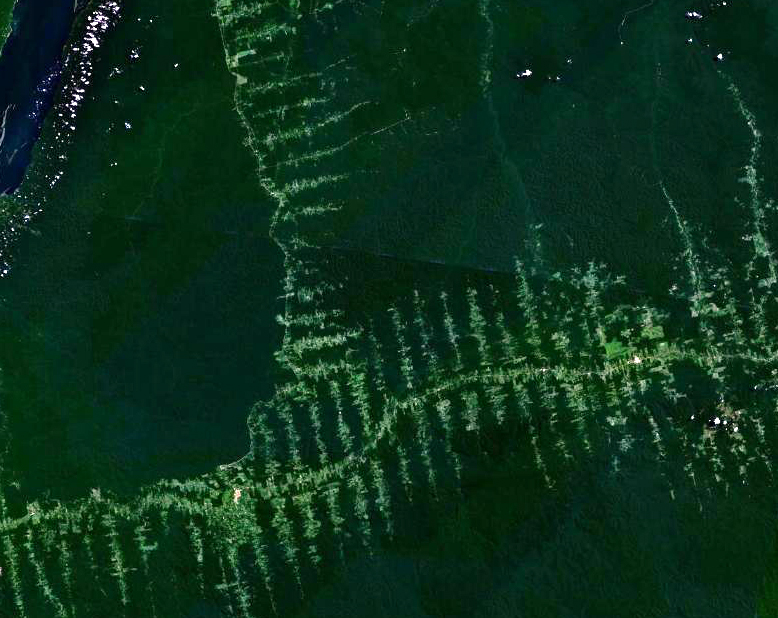
Deforestación y caminos abiertos en Amazonia.

La destrucción de hábitats causada por los humanos o antropogénica incluye la conversión de tierras arables a la agricultura, desarrollo urbano incontrolado, desarrollo de infraestructuras de uso público, entre otros. La degradación, fragmentación y contaminación de hábitats son aspectos de la destrucción de hábitats que no resultan necesariamente en un daño conspicuo, pero que en último grado resultan en el colapso de los ecosistemas. La desertificación, deforestación y degradación de arrecifes de coral son tipos específicos de destrucción de hábitats.
Geist and Lambin (2002) analizaron 152 casos de pérdidas netas de cubierta vegetal en bosques tropicales para determinar si había patrones de causas inmediatas y mediatas de deforestación tropical. Sus resultados permiten analizar en forma estadística los porcentajes de contribución de distintos tipos de causas al resultado final. Se agruparon las causas mediatas en categorías amplias como expansión agraria (96 %), expansión de las infraestructuras (72 %) y extracción maderera (67 %). Por lo tanto según este estudio la conversión de bosques a zonas de cultivo agrario es la causa principal de deforestación en zonas tropicales. Las categorías específicas revelan otros detalles acerca de las causas específicas de deforestación tropical: extensión del transporte (64 %), extracción maderera comercial (52 %), cultivos permanentes (48 %), ganadería (46 %), cultivos de “tala y quema” (41 %), agricultura de subsistencia (40 %) y extracción de combustible para uso doméstico (28 %). Una conclusión es que el cultivo de tala y quema no es la causa primaria de deforestación en todas las regiones del mundo, mientras que la extensión del transporte (incluyendo la construcción de caminos nuevos) es el factor mediato principal causante de deforestación.

## Perspectivas
La rápida expansión de la población global humana crea un incremento en la demanda mundial de alimentos. Más gente requiere más alimentos. Si el crecimiento continúa al ritmo actual será necesario aumentar la superficie de las tierras agrarias en un 50% en los próximos 30 años, lo cual es altamente problemático. En el pasado el movimiento continuo hacia nuevas tierras proporcionaba lo suficiente para satisfacer la creciente demanda mundial por alimentos. Pero eso ya no es posible ya que el 98% de la tierra cultivable está en uso o ha sido degradada sin posibilidad de recuperación. La crisis mundial de la alimentación que se avecina será una causa importante de destrucción de hábitat. Los agricultores posiblemente tendrán que recurrir a medidas desesperadas para producir más comida sin aumentar el terreno, entonces tendrán que recurrir a más fertilizantes y a descuidar al medio ambiente en su esfuerzo por satisfacer la demanda del mercado. Otros recurrirán a nuevas tierras para convertirlas a la agricultura.

## Soluciones

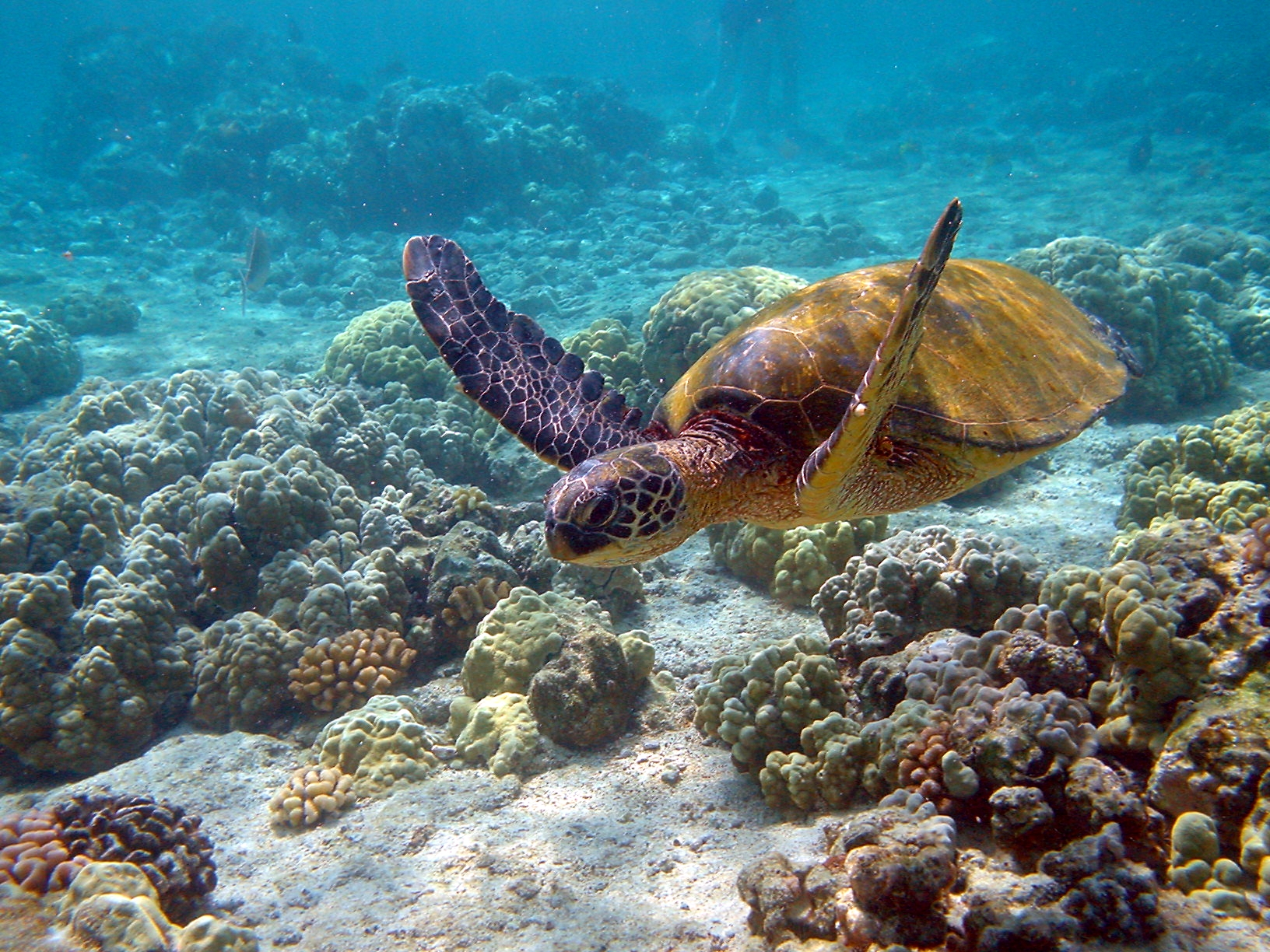
La tortuga verde (Chelonia mydas) en un arrecife coralino de Hawái. Aunque la especie esté protegida la pérdida de hábitat, como ser las playas donde depositan sus huevos, amenaza su supervivencia.

En la deforestación de la mayoría de las selvas tropicales tres o cuatro causas mediatas controlan a las causas inmediatas. Lo cual quiere decir que una política universal de control de deforestación tropical no alcanza a cubrir todas las causas del problema en cada país. Antes que haya políticas locales, nacionales o internacionales es necesario obtener todos los detalles de la compleja combinación de causas mediatas e inmediatas en cada área o país. Se puede aplicar fácilmente este concepto junto con otros del estudio de Geist y Lambin a la destrucción de hábitats en general. Los líderes gubernamentales deben empezar por encarar las fuerzas mediatas, antes de tratar de regular las causas inmediatas. En un sentido más amplio los poderes, ya sea locales, nacionales o internacionales, deben recalcar lo siguiente:
1. Considerar los servicios irreemplazables proporcionados por los hábitats naturales.
2. Proteger las secciones aún intactas de hábitats naturales.
3. Educar al público acerca de la importancia de los hábitats naturales y de la biodiversidad.
4. Desarrollar programas de planeamiento familiar en áreas de rápido crecimiento de la población.
5. Encontrar formas de aumentar la producción agrícola sin aumentar la superficie cultivada.
6. Preservar los corredores de hábitat para reducir cualquier daño previo causado a los hábitats fragmentados.